# نقاط لاغرانج

الأشياء الخضراء الصغيرة عبارة عن نقاط لاغرانج تبقى في نفس المكان النسبي.

نقاط لاغرانج هي نقاط مميزة في ميكانيكا الأجرام السماوية وهي النقاط التي ينعدم عندها تأثير جاذبية جرمين سماوين كبيرين على جسم ثالث في العادة أصغر حجما مما يجعل حركته تتبع حركة الجسمين الكبيرين. رياضيا تعتبر نقاط لاغرانج حلول مسألة حركة ثلاثة أجسام تحت فعل الجاذبية بينهم. حيث أنه هناك خمسة نقاط من هذا النوع وبالنسبة للأرض والشمس وأي جسم ثالث مثل قمر صناعي أو مركبة فضائية هناك 3 نقاط مهمة يرمز لها عادة ب L1 و L2 و L3.
النقطة الثالثة «L3» تقع خلف الشمس، مقابل مدار الأرض. في الوقت الراهن، لم يجد العلم استخدامًا لهذه البقعة، على الرغم من الخيال العلمي الذي قد يبنى عليها.
L1، L2، وL3 كلها نقاط في حالة توازن غير مستقر في حال انحرفت مركبة فضائية في الطريق باتجاه الأرض أو بعيدًا عنها باتجاه L3، فإنها ستسقط بشكل لا رجعة فيه نحو الشمس أو الأرض.
ولكن نقاط L4 وL5 مستقرة، «مثل الكرة في وعاء كبير» وفقًا لوكالة الفضاء الأوروبية. هذه النقاط تقع على مدار الأرض عند 60 درجة أمام الأرض وخلفها، وتشكل قمم المثلثات المتساوية الأضلاع الكتل الكبيرة مثل الأرض والشمس. بسبب ثبات هذه النقاط، فإن الغبار والكويكبات تميل إلى أن تتراكم في هذه المناطق. الكويكبات التي تحيط النقطتين L4 و L5 تسمى أحصنة طروادة تكريمًا لكوكيبات أخيل وهيكتور (شخصيات في قصة تروي).
وتذكر وكالة ناسا أن هناك آلاف من هذه الكويكبات الموجودة في نظامنا الشمسي، بما في ذلك كويكبات طروادة المعروفة فقط في الأرض TK7 2010.

## النقطة L1

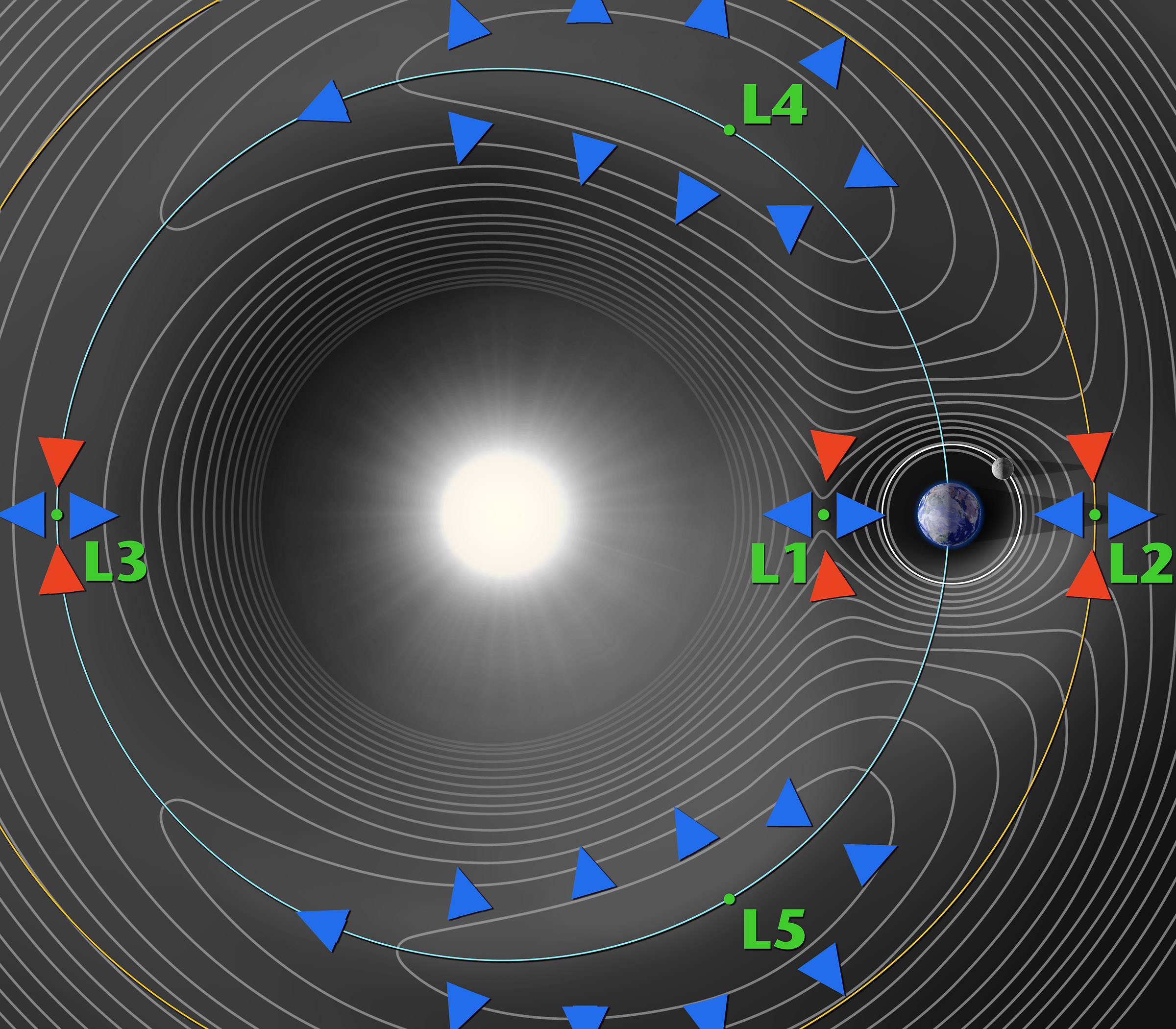
صورة توضيحية لمواقع نقاط لاغرانج بالنسبة للنظام أرض شمس

تقع نقطة لاغرانج الداخلية L1 بين الشمس والأرض. وأي قمر صناعي مثلا يدور حول الشمس ويكون بعده عنها أقصر من بعد الأرض عنها يدور حول الشمس في دورة زمنية أقصر. ونظرا لتأثير جاذبية الأرض عليه في نفس الوقت فتقل جاذبية الشمس له (حيث تعمل الجاذبيتان متضادتان). بذلك يزيد زمن دورته حول الشمس ويبقى عند النقطة befind L1 لنظام الشمس-أرض ويتحرك بالتالي موافقا مع حركة الأرض حول الشمس. وتبعد تلك النقطة عن الأرض نحو 1.5 مليون كيلومتر في اتجاه الشمس.
مثال: 

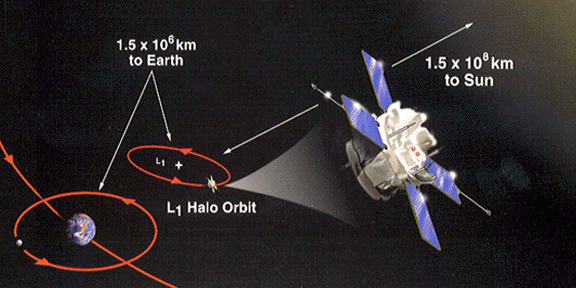
مرصد التركيب التقدمي ACE في مدار عند النقطة L1، بين الأرض والشمس وهي تبعد عن الأرض نحو 1.6 مليون كيلومتر.

تستخدم نقطة لاغرانج الداخلية L1 في النظام شمس-أرض كمركز لرصد الشمس. وقد قامت ناسا بإرسال مسبار فضائي ISEE-3 إلى تلك النقطة عام 1982 وأصبح أول مسبار فضائي يدور حول إحدى نقاط لاغرانج.
ومنذ عام 1995 قمر صناعي لرصد الشمس واسمه سوهو وعلية مجموعة من الأجهزة العلمية (12 تجربة علمية). ومن وجهة الأرض يدور سوهو حول نقطة لاغرانج مرة كل 6 أشهر على بعد 600.000 كيلومتر بحيث لا تحدث شوشرة في الاتصال وإرسال البيانات وهذا بسبب الإشعاع الشمسي، وأيضاً للتقليل من الحاجة إلى تصحيح المدار.
والمثال الآخر هنا نذكر مرصد التركيب التقدمي Advanced Composition Explorer الفضائي الذي يقوم بجمع وتحليل الجسيمات من جميع أنواعها الأتية الموجودة في الفضاء الخارجي. وهو يدور حول الشمس في نقطة لاغرانج L1 منذ عام 1998. وكذلك مسبار الفضاء جينيسيس وعليه أجهزة لدراسة رياح شمسية ولاصتياد جسيمات، وقد عمل جينيسس في هذا الموقع بين عامي 2001 إلى 2004.

## نقطة لاغرانج L2

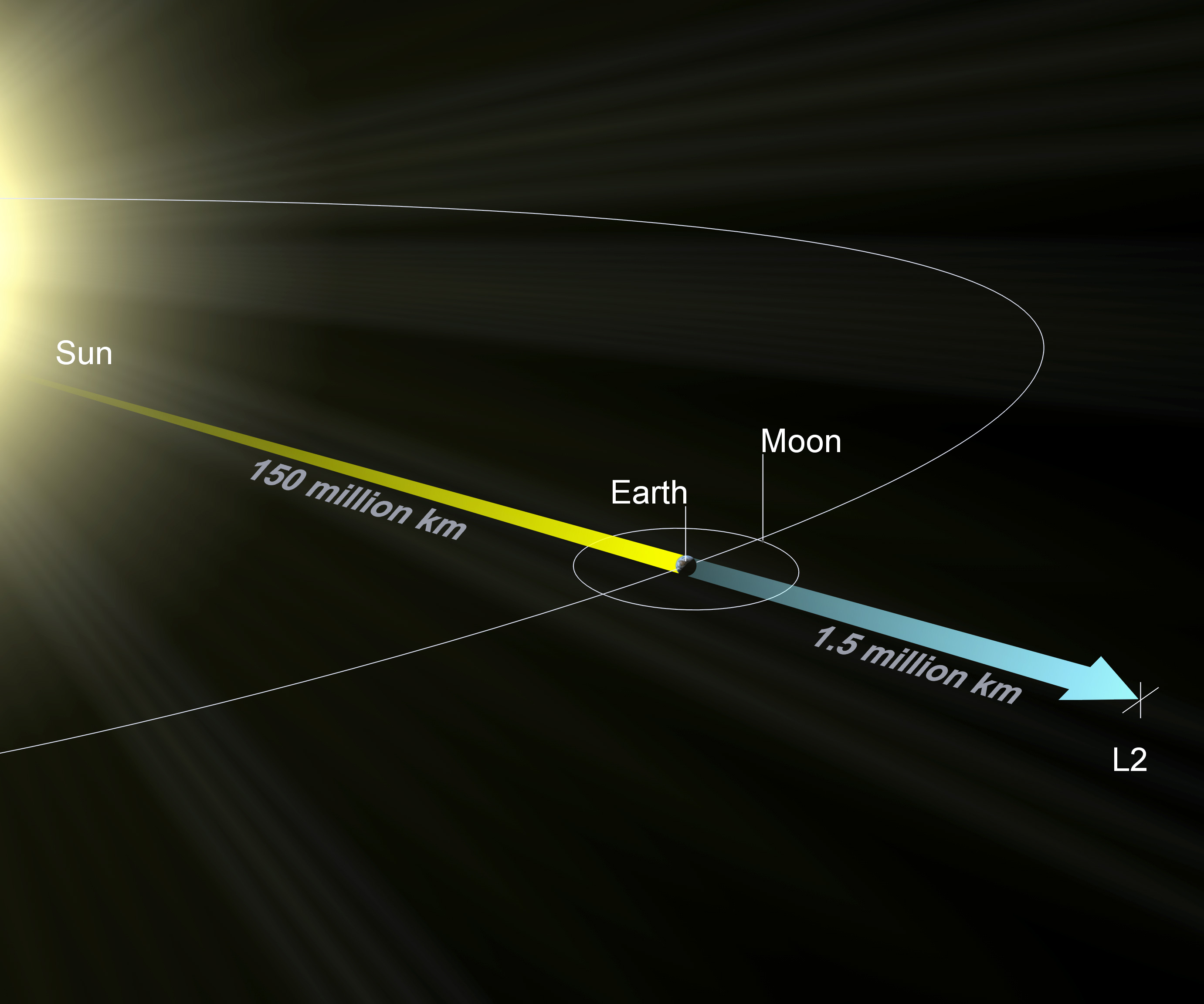
موقع L_{2}

تقع نقطة لاغرانج L2 على خط امتداد المسافة من الشمس إلى الأرض على الناحية البعيدة عن الشمس. تتسم هذه النقطة أيضا بصفات نقطة لاغراج L1. من المفروض أن يكون زمن مدار جسم في هذا المكان حول الشمس أطول من 365 يوم، إلا أن قوة الجاذبية الأرضية والجاذبية الشمسية العاملتان على الجسم في نفس الاتجه تعمل على أن تكون دورته حول الشمس تستغرق أيضا 365 يوم. توجد هده النقطة على بعد 1.5 مليون كيلومتر من الأرض.
مثــــال:
للنقطة L2 ميزة بالنسبة لقمر صناعي غرضه قياس الكون بدون شوشرة من أشعة الشمس. في هذا المكان يحتفظ تلسكوب القمر الصناعي بمكانه ويكون محجوبا بواسطة الأرض عن الشمس. من تلك الأجهزة التي أرسلها الإنسان لدراسة الكون مسبار ويلكينسون لقياس اختلاف الموجات الراديوية الكونية، وهو مسبار يقيس إشعاع الخلفية الميكرويفي الكوني التي بقيت من الانفجار العظيم. وقد قامت إيسا بإرسال التلسكوب الفضائي هيرشل في سبتمبر عام 2009 لقياس الأشعة تحت الحمراء إلى هذه النقطة، وكذلك تلسكوب بلانك الفضائي لقياس إشعاع الخلفية الميكرويفي الكوني وإجراء مسح كامل للكون بعيدا عن شوشرة أشعة الشمس.
ومن المخطط له إرسال مسبار جايا الفضائي التابع لإيسا إلى مدار حول النقطة L2 لكي يقوم بمسح للكون في نطاق الاشعة تحت الحمراء، ويكمل عمل التلسكوب الفضائي هيرشل.

## نقطة لاغرانج L3
تقع نقطة إل 3 على الخط الواصل بين الكتلتين الكبيرتين، وراء الجسم ذي الكتلة الأكبر.
التفسير
داخل نظام الشمس والأرض، توجد النقطة أل3 على الجانب الآخر من الشمس، خارج مدار الأرض قليلاً وأبعد قليلاً عن الشمس من الأرض. يحدث هذا الموضع لأن الشمس تتأثر أيضاً بجاذبية الأرض وتدور حول نقطة المرجح الخاصة بالجسمين، التي تقع عميقاً داخل الشمس. يتمتع الجُرم الواقع على نفس بعد الأرض عن الشمس بفترة مدارية مدتها سنة واحدة إذا أُخذت جاذبية الشمس فقط بعين الاعتبار. لكن الجُرم الواقع على الجانب الآخر للشمس بالنسبة للأرض وعلى نفس الخط الواصل بينهما «سيشعر» بجاذبية الأرض المُضافة لجاذبية الشمس وبالتالي سيتعين عليه الدوران حول الشمس على مسافةٍ أبعد قليلاً حتى يتمتع بنفس الفترة المدارية التي تُساوي عاماً واحداً. عند نقطة إل 3، يتسبب السحب الجاذبي المشترك للأرض والشمس في دوران الجُرم خلال فترةٍ مدارية تُساوي فترة الأرض المدارية، الذي يدور فعلياً حول كتلة الأرض والشمس المُجتمعة ذات المرجح الواقع في أحد بُؤر مداره.

## نقطتا لاغرانج L4 وL5

التسارعات الثقاليّة عند النقطة الرابعة L_{4}

تقع نقطتا إل 4 وإل 5 على زوايا المُثلثين متساويا الأضلاع في مستوى المدار الذي تكون قاعدته المشتركة هي الخط الفاصل بين مركزي الكتلتين، بحيث تكون النقطة وراء (إل 5) أو أمام (إل 4) الجُرم ذي الكتلة الأصغر في مداره حول الكتلة الأكبر.
تكون النقطتين المثلثتين (إل 4 وإل 5) مُستقرتان في حالة توازن، شريطة أن تكون النسبةM1M2 بين كتلتي الجرمين الكبيرة والصغير أكثر من 24.96. هذا هو الحال بالنسبة لنظام الشمس والأرض، ونظام الشمس والمشتري، وبدرجةٍ أقل، نظام الأرض والقمر. عندما يتعرض الجُرم المُتموضع في هاتين النقطتين لاضطراب، فإنه يتحرك مُبتعداً عن النقطة، ولكن العامل المقابل لذلك الذي يزداد أو ينقص بسبب الاضطراب (السرعة الناجمة عن الجاذبية أو الزخم الزاوي) سيزداد أو ينقص أيضاً، ما يؤدي لانحناء مسار الجُرم ليصبح مستقراً على شكل حبة فاصوليا الكلوية حول النقطة (كما هو واضح في الإطار المرجعي الدوراني).
على النقيض من نقطتي إل 4 وإل 5، حيث يوجد توازنٌ مُستقر، فإن نقاط إل 1 وإل 2  وإل 3 هي مواضع توازن غير مستقرة. سيميل أي جُرمٍ مُتموضعٍ في نقاط إل 1 وإل 2  وإل 3 إلى الخروج من المدار؛ لذلك، من النادر العثور على أجرامٍ طبيعية هناك، ويتوجب على المركبات الفضائية القابعة هناك استخدام مناورة الحفاظ على المدار.

## الأجسام الطبيعية عند نقاط لاغرانج
من الشائع العثور على أجرامٍ تدور في نقاط إل 4 وإل 5 في الأنظمة المدارية الطبيعية. تسمى هذه الأجسام عادة باسم «طروادة».  في القرن العشرين، سُميت كويكبات مُكتشفة حديثاً تدور في نقطتين إل 4 وإل 5 الخاصتين بنظام الشمس والمشتري نسبةً لشخصيات من ملحمة الإلياذة الخاصة بهوميروس. يشار إلى الكويكبات في نقطة إل 4، التي تدور أمام كوكب المشتري، باسم «المعسكر اليوناني» في حين يشار إلى تلك الموجودة في النقطة إل 5 باسم «معسكر طروادة».
تشمل أمثلة أخرى على الأجرام الطبيعية التي تدور في نقاط لاغرانج ما يلي:
- تحتوي نقطتا إل 4 وإل 5 الخاصتان بنظام الشمس والأرض على غبار بين كوكب وكويكبٍ واحد على الأقل، يُسمى 2010 تي كيه 8، الذي رُصد في أكتوبر 2010 بواسطة مستكشف الأشعة تحت الحمراء عريض المجال وأُعلن عنه خلال شهر يوليو 2011.[4][5]
- تحتوي نقطتا إل 4 وإل 5 الخاصتان بنظام الأرض والقمر على غبار بين كوكبي على ما يسمى بسُحب كورديليفسكي. على الرغم من أنّ جهاز ميونيخ لكشف الغبار (أم دي سي) الخاص بمركبة هيتن الفضائية لم يكشف أي زيادة في الغبار خلال مروره عبر هذه النقاط في عام 1992، إلا أنه تم تأكيد وجودها عام 2018 من قبل فريق من علماء فلكٍ وفيزيائيين مجريين.[6][7] الاستقرار في هذه النقاط المحددة معقد للغاية بسبب تأثير الجاذبية الشمسية.[8]
- تشير الملاحظات الحديثة إلى أن نقطتي إل 4 وإل 5 الخاصتين بنظام الشمس ونبتون، والمعروفة باسم أحصنة طروادة النبتونية، قد تكون مكتظة بالأجرام،[9] إذ تحتوي على أجرامٍ كبيرةٍ أكثر بعشر مراتٍ من أحصنة طروادة الخاصة بالمشتري.
- تدور العديد من الكويكبات أيضاً بالقرب من نقطة إل 3 الخاصة بنظام الشمس والمشتري والتي تسمى عائلة هيلدا.
- يمتلك قمر الزحل تثيس قمرين صغيرين في نقطتي إل 4 وإل 5، يُسميان تيليستو وكاليبسو. كما يمتلك قمر ديون الخاص بزحل جسمان يُشاركانه مداره، وهما هيلين في نقطة إل 4 وبوليدوسيس في نقطة إل 5.
- تشير إحدى صيغ فرضية الاصطدام العملاق  إلى أنّ جُرماً اسمه ثيا، تكون عند نقطتي إل 4 وإل 5 الخاصتين بنظام الشمس والأرض، قد اصطدم بالأرض بعد زعزعة استقرار مداره، ما أدى لتشكل القمر.
- يمتلك المريخ أربعة كويكبات تُشاركه مداره (5261 أوريكا، 1999 يو جاي 7، 1998 في أف 31، و 2007 أن أس 2)، التي تقع جميعها في نقاط لاغرانج.
- تملك الأرض جُرما شبه طروادي يُسمى 3753 كروثيني، ولكنه يختلف عن أحصنة طروادة الحقيقية. يشغل كروثيني واحداً من مدارين شمسيين نظاميين، أحدهما أصغر قليلاً وأسرع من مدار الأرض، والآخر أكبر قليلاً وأبطأ. يتناوب كروثيني بشكلٍ دوري بين هذين المدارين نتيجة مروره بجانب الأرض. عندما يكون في المدار الأصغر والأسرع ويقترب من الأرض، فإنه يكتسب طاقةً مدارية من الأرض لينقل إلى المدار الأكبر والأبطأ. ثم يتخلف مبتعداً وراء الأرض، لتقترب الأرض منه في نهاية المطاف من الاتجاه الآخر. ونتيجةً لذلك، تكتسب الأرض طاقةً مداريةً منه مما ينقله للمدار الأصغر، لتبدأ الدورة من جديد. ليس لهذه الدورة تأثيرٌ ملحوظ على طول السنة الأرضية، لأن كتلة الأرض تُعادل 20 مليار ضعف كتلة 3753 كروثيني.
- تربط علاقةٌ مماثلة بين قمري زحل إبيميثيوس وجانوس، إلا أنهما يتمتعان بكتلتين مشابهتين وبالتالي يتبادلان مداريهما مع بعضهما البعض بشكل دوري. (كتلة جانوس أكبر بحوالي 4 أضعاف من كتلة إبيميثيوس، لكنه لا يزال خفيفاً بدرجة تسمح بحدوث تغيرٍ في مداره.) يُعرف تكوين الآخر مشابه باسم الرنين المداري، تتمتع فيه الأجرام بفتراتٍ مدارية ذات نسبةٍ تساوي عدداً صحيحاً، وذلك نتيجة تفاعلها مع بعضها البعض.
- في نظام النجوم الثنائية، يوجد رأس حيز روش في نقطة إل 1؛ إذا تجاوز النجم حيز روش الخاص به، فسيفقد مواداً لنجمه المرافق.